# Petr Příhoda (právník)
Petr Příhoda (1942 – 29. března 2010) byl český právník a soudce.
V letech 1965–1990 byl prokurátorem Městské prokuratury v Praze. Následně pracoval jako ředitel legislativního odboru na Ministerstvu vnitra. Soudcem se stal v roce 1994, kdy byl přidělen ke Krajskému soudu v Praze. O rok později byl přeložen k Vrchnímu soudu v Praze, odkud byl v roce 2003 přidělen k Nejvyššímu správnímu soudu. Zde působil jako předseda senátu a byl také pověřen zastupováním předsedy finančně-správního kolegia.